# Shūhei Mitsuhashi
Shūhei Mitsuhashi (japanisch 三橋 秀平 Mitsuhashi Shūhei; * 18. Juli 1994 in der Präfektur Kanagawa) ist ein japanischer Fußballspieler.

## Karriere
Mitsuhashi erlernte das Fußballspielen in der Schulmannschaft der Maebashi Ikuei High School und der Universitätsmannschaft der Kanto-Gakuin-Universität. Seinen ersten Vertrag unterschrieb er 2017 bei Fukushima United FC. Der Verein spielte in der dritthöchsten Liga des Landes, der J3 League. Für den Verein absolvierte er 33 Ligaspiele. 2019 wechselte er zu Phnom Penh Crown. 2020 wechselte er zu Tokyo United FC.